# Michael Sheen
Michael Christopher Sheen, OBE (Newport, 5 de fevereiro de 1969) é um ator galês de teatro, televisão e cinema. Ele treinou na Royal Academy of Dramatic Art em Londres, Inglaterra, e fez sua estreia profissional ao lado de Vanessa Redgrave em When She Danced no Globe Theatre em 1991. Ele trabalhou predominantemente no teatro durante a década de 1990 e, apesar de continuar a fazer aparições esporádicas no palco, ele tem principalmente trabalhado no cinema desde 2003.
Ele é famoso por interpretar figuras públicas, tendo estrelado como Kenneth Williams em Fantabulosa! (2006), como David Frost em Frost/Nixon (2008), Brian Clough em The Damned United (2009), e como Tony Blair em The Deal (2003), The Queen (2006) e The Special Relationship (2010). Outros papéis notáveis incluem os filmes da série Underworld (2003, 2009), A Saga Crepúsculo (2009, 2011), Tron: Legacy (2010), 30 Rock (2010) e Midnight in Paris (2011). Foi indicado a três BAFTA Awards e um Emmy do Primetime. Ele recebeu quatro indicações ao Laurence Olivier Award por suas interpretações no teatro nas peças Amadeus (1998–99), Look Back in Anger (1999), Caligula (2003) e Frost/Nixon (2006–07).
Sheen teve um relacionamento de oito anos com a atriz inglesa Kate Beckinsale de 1995 até 2003; eles têm uma filha, Lily. Ele atualmente vive em Los Angeles, Califórnia. Ele foi apontado como um Oficial da Ordem do Império Britânico em 2009 por seus serviços às artes cênicas e recebeu uma cidadania honorária de Neath Port Talbot, País de Gales, em 2008 por seus serviços no campo das artes dramáticas. Ele é o presidente da TREAT Trust Wales, o embaixador galês do FILMCLUB e patrono de várias organizações de caridade.
Em 23 de setembro de 2019, nasceu Lyra e em 19 de maio de 2022, nasceu Mabli, ambas filhas do ator Michael Sheen com sua parceira Anna Lundberg. 

## Biografia
Sheen começou sua carreira no teatro. Em 1995 começou a namorar a atriz Kate Beckinsale, com quem teve uma filha, Lily Mo Sheen, nascida em 31 de janeiro de 1999. O casal se separou durante as filmagens de Underworld (Anjos da Noite).

## Filmografia
| Ano           | Título                                       | Papel                 | Notas                                                 |
| ------------- | -------------------------------------------- | --------------------- | ----------------------------------------------------- |
| 1993          | Gallowglass                                  | Joe                   | Feito para televisão                                  |
| 1995          | Othello                                      | Lodovico              |                                                       |
| 1996          | Mary Reilly                                  | Bradshaw              |                                                       |
| 1997          | Wilde                                        | Robbie Ross           |                                                       |
| 1998          | Lost in France                               | Owen                  | Feito para televisão                                  |
| 2002          | Heartlands                                   | Colin                 |                                                       |
| 2002          | The Four Feathers                            | William Trench        |                                                       |
| 2003          | Bright Young Things                          | Miles                 |                                                       |
| 2003          | Underworld                                   | Lucian                |                                                       |
| 2003          | The Deal                                     | Tony Blair            | Feito para televisão                                  |
| 2003          | Timeline                                     | Lord Oliver de Vannes |                                                       |
| 2004          | Laws of Attraction                           | Thorne Jamison        |                                                       |
| 2004          | Dirty Filthy Love                            | Mark Furness          | Feito para televisão Nomeado "Melhor Ator" pela BAFTA |
| 2004          | The Banker                                   | The Banker            | Curta-metragem                                        |
| 2005          | Dead Long Enough                             | Harry Jones           |                                                       |
| 2005          | Kingdom of Heaven                            | Priest                |                                                       |
| 2005          | The Open Doors                               | Framton Nuttel        | Curta-metragem                                        |
| 2005          | The League of Gentlemen's Apocalypse         | Jeremy Dyson          |                                                       |
| 2006          | Underworld: Evolution                        | Lucian                | Apenas flashbacks                                     |
| 2006          | Kenneth Williams: Fantabulosa!               | Kenneth Williams      | Feito para televisão                                  |
| 2006          | The Queen                                    | Tony Blair            | Nomeado "Melhor Ator de Apoio" pela BAFTA             |
| 2006          | Ancient Rome: The Rise and Fall of an Empire | Nero                  |                                                       |
| 2006          | HG Wells: War with the World                 | H. G. Wells           | Feito para televisão                                  |
| 2006          | Blood Diamond                                | Simmons               |                                                       |
| 2007          | Music Within                                 | Art Honeyman          |                                                       |
| 2007          | Airlock Or How To Say Goodbye In Space       | Adam Banton           | Curta-metragem                                        |
| 2008          | Frost/Nixon                                  | David Frost           | Filme nomeado para cinco Academy Awards               |
| 2009          | Underworld: Rise of the Lycans               | Lucian                |                                                       |
| 2009          | New Moon                                     | Aro Volturi           |                                                       |
| 2009          | The Damned United                            | Brian Clough          |                                                       |
| 2009          | Unthinkable                                  | Yusuf / Steven Arthur |                                                       |
| 2010          | Alice in Wonderland                          | Coelho Branco         |                                                       |
| 2010          | Tron Legacy                                  | Castor/ Zuse          |                                                       |
| 2010          | The Special Relationship                     | Tony Blair            |                                                       |
| 2011          | Midnight in Paris                            | Paul Bates            |                                                       |
| 2011          | Breaking Dawn                                | Aro Volturi           |                                                       |
| 2012          | Breaking Dawn - Part 2                       | Aro Volturi           |                                                       |
| 2012          | Jesus Henry Christ                           | Dr. Slavkin O'Hara    |                                                       |
| 2013          | Masters of Sex                               | William Masters       | Série da Showtime                                     |
| 2013          | The Adventurer: Curse of the Midas Box       | Capitão Will Charity  |                                                       |
| 2015          | Far from the Madding Crowd                   | William Boldwood      |                                                       |
| 2016          | Passengers                                   | Arthur                |                                                       |
| 2017          | Home Again                                   | Austen                |                                                       |
| 2019-presente | Good Omens                                   | Aziraphale            | Série da Amazon Prime                                 |